# Winslow (Illinois)
Winslow – wieś w Stanach Zjednoczonych, w stanie Illinois, w hrabstwie Stephenson.